# Basville
Basville är en kommun i departementet Creuse i regionen Nouvelle-Aquitaine i de centrala delarna av Frankrike. Kommunen ligger i kantonen Crocq som tillhör arrondissementet Aubusson. År 2022 hade Basville 167 invånare.

## Befolkningsutveckling
Antalet invånare i kommunen Basville
Referens:INSEE